# أديل زاي

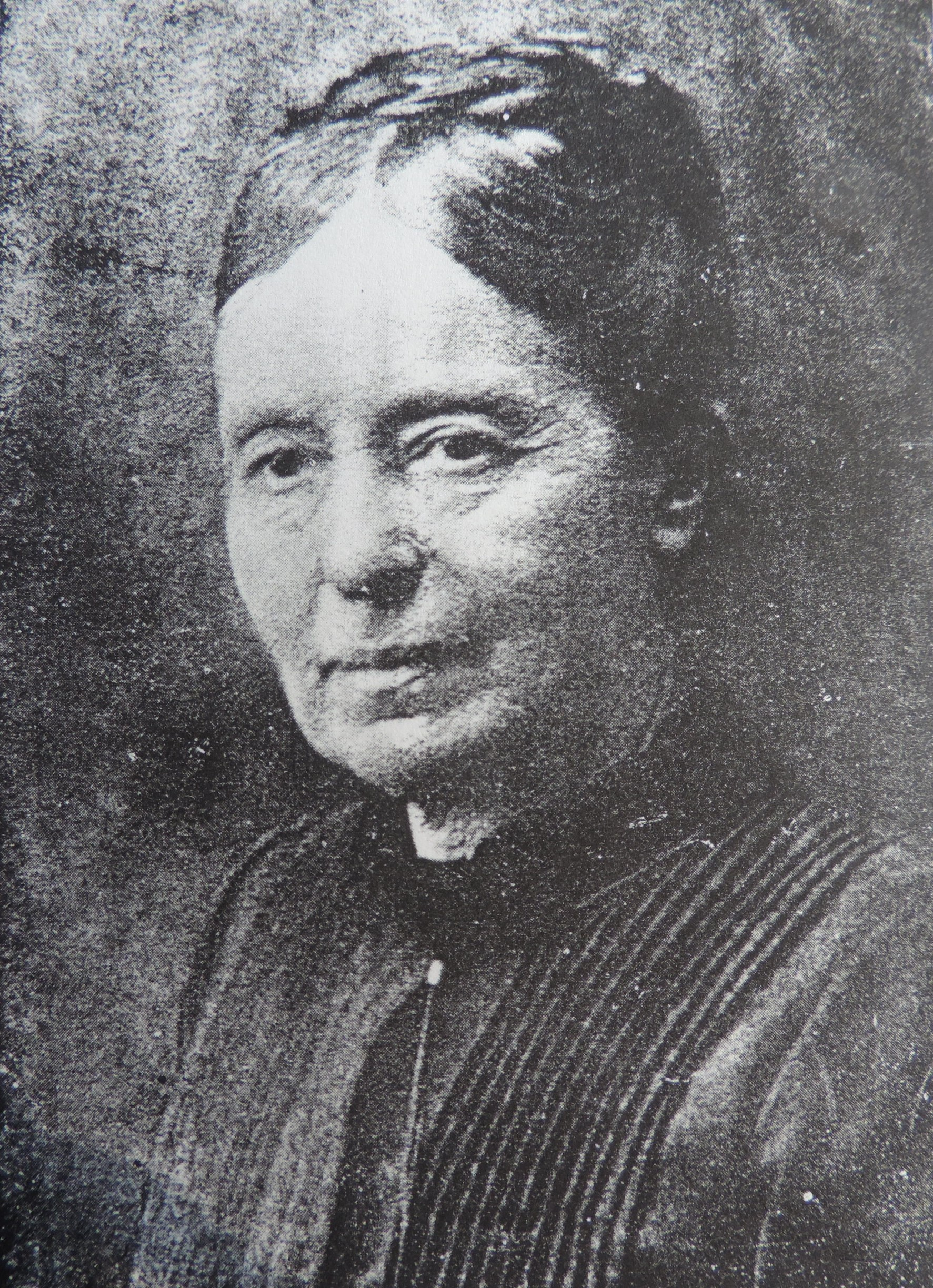
أديل زاي - معلّمة وناشطة نسويّة ترانسلفانيّة

كانت أديل زاي (بالإنجليزية: Adele Zay) (29 فبراير 1848 - 29 ديسمبر 1928) معلمة وناشطة نسوية ترانسلفانية. كانت عائلتها جزءًا من المجتمع الناطق بالألمانية في مملكة المجر. توقفت زاي عن التعليم، لوفاة والدها أثناء طفولتها، وهو ما اضطرها إلى تعلم كسب المال من أجل مواصلة الدراسة الخاصة والدراسة الرسمية. حصلت، في عام 1880، بعد دراستها في الخارج في فيينا وغوتا، على شهادة التعليم الابتدائي من ألمانيا والمجر. اعتُمدت، في العام التالي، كمدرسة ثانوية، لتصبح أول امرأة ترانسلفانية تحصل على تعليم عالٍ. درّست، منذ 1875 إلى 1884، في معهد إيرما كيمندي في زيجد.
قبلت زاي، بعد ما يقرب من عقد من الزمن في زيجيد، وظيفة في مدرسة عادية أُنشئت حديثًا لتدريب معلمي رياض الأطفال في كرونشتات (براشوف). كانت زاي منذ البداية، على الرغم ما بدى من كونها معلمة، القوة الإبداعية وراء تطوير المدرسة، وقد قامت بتصميم المنهج الدراسي. قادت المدرسة منذ عام 1884 حتى عام 1927، وأصبحت مديرتها الرسمية في عام 1922. انضمت زي، بالتزامن مع انتقالها إلى كرونشتات، إلى الجمعية النسائية العامة في الكنيسة الإنجيلية الترانسلفانية وأصبحت واحدة من قادة الضغط من أجل حقوق المرأة. نجحت في السعي نحو الاعتراف بمدرسي رياض الأطفال والحرف اليدوية كمعلمين وحصولهم على معاشات تقاعدية. مارست العديد من الضغوط من أجل فتح مهنة التدريس للنساء، وهو ما تحقق في عام 1901، ولإنشاء مدرسة عادية للنساء، وهو ما حدث عام 1903.
كتبت زاي كتبًا عن نظرية تعليم الأطفال، ووُزعت بجميع أنحاء المجر وألمانيا، واستُخدمت كنصوص تدريبية حتى الحرب العالمية الثانية. ضغطت زاي، بعد أن أجرت العديد من الاتصالات خلال دراستها بالخارج مع ناشطات نسويات عالميات، من أجل إعطاء المرأة الحق في التصويت. أسفرت حملتها الانتخابية، في عام 1918، عن اكتساب النساء القدرة على التصويت في انتخابات الكنيسة. أسست الرابطة النسائية الساكسونية الحرة في عام 1920 كمنظمة جامعة لمساعدة النساء على المطالبة بالحقوق الاجتماعية والسياسية من مملكة رومانيا، التي وقعت ترانسيلفانيا تحت ولايتها بعد انتهاء الحرب العالمية الأولى. ظلت زاي نشطة في الحركات التعليمية والسياسية حتى وفاتها في عام 1928.

## بدايات حياتها
وُلدت أديل زاي في يوم 29 فبراير عام 1848، بمدينة هيرمانشتات بإمارة ترانسيلفانيا التابعة للإمبراطورية النمساوية (سيبيو الحالية برومانيا)، لوالدتها روزا زاي (الاسم قبل الزواج: روزا غريف) ولوالدها دانيال أدولف زاي. كانت عائلتها من سكان سكسون ترانسيلفانيا، جزء من السكان اللوثريين الألمان الذين دعاهم الملك المجري للاستقرار في ترانسيلفانيا منذ القرن الثاني عشر. حافظت الجاليات الألمانية التي عاشوا فيها على استقلالها السياسي منذ القرن السابع عشر حتى الربع الأخير من القرن التاسع عشر. كانت زاي الابنة الرابعة في العائلة، وكان لها شقيق أصغر، غوستاف أدولف، الذي أصبح لاحقًا محاميًا وبرلمانيًا مجريًا. كان والدها قاضيًا في محكمة عليا بمحكمة إقليمية، لكنه توفي بعد فترة وجيزة من ولادة أدولف عام 1850. لم يترك لزوجته سوى معاش صغير لم يكف لتعليم أطفالها. التحقت زاي، التي كانت تطمح إلى أن تصبح معلمة، بمدرسة البنات البروتستانتية، واستكملت تعليمها بدروس خاصة في اللغات والعلوم الطبيعية.